# S Humaitá (S-41)
O S Humaitá é um submarino brasileiro da Classe Riachuelo, derivada da Classe Scorpène, fabricado no Brasil, lançado ao mar em 11 de dezembro de 2020 e comissionado em 12 de janeiro de 2024.
As embarcações da Classe Riachuelo são maiores no comprimento, tonelagem e capacidade de carga em relação aos originais franceses. A versão brasileira têm 71,62 metros e 1.870 toneladas, ante os 66,4 metros e 1.717 toneladas dos Scorpènes.

## Histórico
As previsões iniciais da Marinha para a entrega do primeiro submarino da nova classe eram para o ano de 2015. Porém, após alguns adiamentos, o S-40 Riachuelo foi lançado ao mar em dezembro de 2018 para seu período de testes, e incorporado à Força de Submarinos em setembro de 2022.
Os outros submarinos da Classe Riachuelo serão o S-42 Tonelero e o S-43 Angostura.
No dia 11 de Outubro de 2019 a Marinha do Brasil concluiu, uma importante etapa da construção do Submarino “Humaitá” (SBR-2). Em cerimônia realizada no Complexo Naval de Itaguaí (RJ), houve a união das cinco seções que integram o submarino.
No dia 11 de dezembro de 2020 a Marinha do Brasil, lançou ao mar o Humaitá, segundo submarino da nova classe Riachuelo.
Marcando o inicio da provas finais de aceitação, o "Humaitá” realizou a sua flutuação operacional, as provas foram realizadas no dia 31 de agosto de 2022. Um marco de segurança que define o início da última fase do projeto de construção, executado pela Empresa Itaguaí Construções Navais (ICN).
No dia 04 de novembro de 2022 o submarino Humaitá passou por um teste de imersão estática, procedimento decisivo para a avaliação de sua estabilidade no mar. O teste consiste na admissão controlada da água nos tanques de lastro do submarino, até a sua imersão completa, sem utilizar sua propulsão. Após mergulhar o submarino, é utilizado movimentações de pesos posicionados ao longo da embarcação, com o objetivo de verificar a resposta da plataforma em termos de ângulos de inclinação crescentes, obtendo os parâmetros de estabilidade transversal e longitudinal.
O submarino Humaitá realizou, entre os dias 12 e 16 de dezembro de 2022, a primeira navegação na superfície com seu próprio sistema de propulsão, em área marítima localizada no litoral sul do Rio de Janeiro. Esse é um dos principais testes realizados antes das primeiras imersões dinâmicas.
No dia 20 de março de 2023, o submarino Humaitá encerrou os testes de Imersão Dinâmica e de Imersão em Grande Profundidade, em área marítima localizada no litoral do Rio de Janeiro.
No dia 12 de janeiro de 2024 foi realizada a Cerimônia de Mostra de Armamento do Submarino Humaitá (S-41), marco oficial da transferência de um meio naval ao Setor Operativo da Marinha.

## Nome
O Humaitá é a quinta embarcação e o terceiro submarino da Marinha do Brasil a receber este nome, em homenagem à uma operação militar, ocorrida em 1868, na Guerra da Tríplice Aliança.
Os outros submarinos foram:
- S Humaitá (S-14) - Submarino da Classe Gato, utilizado na Segunda Guerra Mundial pela Marinha dos Estados Unidos, antes de ser incorporado à Marinha do Brasil. (1957 - 1967)
- S Humaitá (S-20) - Submarino da Classe Oberon. (1973 - 1993)

## Características
| Deslocamento | 1.870 toneladas e 2.200 toneladas submerso                                                    |
| Comprimento  | 71,6 metros                                                                                   |
| Diâmetro     | 6,2 metros                                                                                    |
| Calado       | 5,5 metros                                                                                    |
| Boca         | 6,2 metros                                                                                    |
| Propulsão    | 4 x Motores Diesel MTU 16V 396 SE84 (2990cv/hp), 1 x Motor elétrico Jeumont Schneider (2.8MW) |
| Velocidade   | 20 nós (máxima)                                                                               |
| Autonomia    | 70 dias no mar, 13.000 milhas a 8 nós; pode navegar 400 milhas a 4 nós sem usar o snorkel     |
| Profundidade | 300 metros (máxima)                                                                           |
| Armamento    | 18 torpedos F21 de 533 mm; 6 tubos lançadores; 8 mísseis Exocet SM 39 ou MANSUP               |
| Tripulação   | 35                                                                                            |